# Rautahi
Rautahi, Rassemblement pour la Polynésie française, est un parti politique polynésien. Il a été fondé le 1er décembre 2005 par Jean-Christophe Bouissou, membre du Tahoeraa huiraatira jusqu'en juin 2005.
Dès sa création, le Rautahi comptait plus de 1 695 membres fondateurs.
Le parti est dissous en 2014, Jean-Christophe Bouissou retourne au Tahoeraa huiraatira.